# Lo Bolben, Fargas, Sent Matre e Sauç
Lo Bolben, Fargas, Sent Matre e Sauç (en francès Porte-du-Quercy) és un nou municipi francès, situat al departament de l'Òlt i a la regió d'Occitània. Va ser creat el 2019 agrupant els antics municipis de lo Bolben, Fargas, Sent Matre i Sauç.
El municipi té lo Bolben com a capital administrativa, i també compta amb els agregats de la Bòria, Nadal, la Ginebrèda, Craissenç, Cavalièr, Foissac, Segòs, la Cassanha, los Alimons (antic municipi de lo Bolben); Fargas, Vicarin, Mascairòlas, Bonvilar, Mirabèl, Sadran, la Vidala, Taisser Alt, Taisser Bas, Pònç (antic municipi de Fargas); los Boissons, Vidon, Sèrras, Colorgas, Mostanç (antic municipi de Sent Matre); lo Carlar, Maus, Clavèl, lo Puèg, lo Breseguet i lo Sanairet (antic municipi de Sauç).

## Demografia
| 577                   |
| Des de 2020: Població |

## Administració
| Període | Identitat           | Partit |
| ------- | ------------------- | ------ |
| 2001-   | Christian Bessières | Dreta  |